# Фредрик Розинг Бюлль
Фредрик Розинг Бюлль (норв. Fredrik Rosing Bull; 25 декабря 1882 года — 7 июня 1925 года) — норвежский изобретатель в сфере информационных технологий. Создал первую в мире электрическую автоматизированную систему обработки информации — «первооснову» старейшей ИТ-фирмы Европы Machines Bull (Франция)
Бюлль родился в столице Норвегии, Кристиании. В 1907 окончил лучший инженерный институт Норвегии — Kristiania Tekniske Skole по направлению гражданского строительства. В 1916 году устроился на работу техническим инспектором в страховую компанию Storebrand, где проявлял интерес к технологии перфокартных машин и начал разрабатывать свою собственную. В 1919 году оформил патент на свое изобретение и в 1921-м собрал команду для производства машин в компании, в которой он на тот момент работал — Storebrand. Эта команда предложила несколько идей для улучшения машины Бюлля, сделав её эффективнее устройства Холлерита — перфокарточного предшественника машин IBM. Бюлль продолжил привносить новые идеи и улучшать машину, которая стала пользоваться успехом во всей Европе. В раннем возрасте ему был диагностирован рак и в 1925 году, в возрасте 42 лет, он скончался. Его патенты были проданы в 1931 году и составили основу для создания французской компании Groupe Bull, крупной ИТ-компании, представленной более чем в 100 странах мира.

## Семья
Фредрик Розинг Бюлль родился в высококультурной семье ученого-офтальмолога Оле Борнеманна Булля и его первой жены Марии Катрины Лунд (1843—1884). Оле Бюлль сотрудничал с Герхардом Хансеном, который открыл и идентифицировал бактерию Mycobacterium leprae, как агента, вызывающего лепру (проказу). Фредрик был восьмым из пятнадцати детей. Семья Бюлль имела страсть к технологиям и науке: все старшие братья Фредрика были инженерами. Его брат, Андерс Хенрик Бюлль, известен своими своими открытиям в области беспроводной радиотелеграфии.

## Образование
В 1904 году Фредрик Розинг Бюлль поступил в лучший инженерный институт Норвегии — Kristiania Tekniske Skole по направлению гражданского строительства и окончил его в 1907 году с лучшими в своей группе оценками.

## Работа в Storebrand
В 1916 году устроился на работу техническим инспектором в страховую компанию Storebrand, где познакомился с перфокарточным электромеханическим табулятором, сделанным в 1887 г. сыном немецких эмигрантов, Германом Холлеритом, для обработки статистических данных бюро переписи населения США.
Фредрик Бюлль был отправлен за границу для изучения систем Холлериита. Нестабильность и дороговизна табулятора навели Бюлля на мысли о необходимости создания надежной и экономичной автоматической системы. В результате Бюлль убедил своего работодателя в Storebrand одолжить ему 10 000 долларов для разработки новой машины с условием возврата в случае неудачи.
План Бюлля заключался в использовании тех же электромагнитных технологий, которые применял Холлерит, но с добавлением значительного числа улучшений. Интегрированный автомат Булля «для регистрации, суммирования и сортировки вводимых данных» имел перфокарты с 45 столбцами; их стандартизация и предварительная выборка ускоряли обработку информации. Они тоже считывались при замыкании контактов через отверстия, но уже на роторном барабанном считывателе-сумматоре с электроприводом (без ртути). Существовавшие в то время машины требовали значительного ручного вмешательства для корректной работы. Бюлль сделал несколько улучшений для автоматизации обработки, среди которых стандартизация перфокарт и предварительный отбор.

## Первое устройство Бюлля
Бюллю потребовалось почти 2 года, чтобы реализовать все задуманное в виде готового продукта. Директорам Storebrand машина была представлена в мастерской 12 января 1921 года, 21 января 1921 года была приобретена на сумму в 20 000 фунтов. Устройство не стало успешным, так как не было столь эффективным, стабильным и надежным, как это ожидалось. Однако оно просуществовало до 1926 года.
Примерно в то же время Бюлль связался со старым другом Рейдаром Кнутсеном из средней школы в Нордстранде, который возглавлял компанию A/S OKA. Через Рейдара он встретил Кнута Андреаса Кнутсена, младшего брата Рейдара, который в то время был инженером. С этого момента началось сотрудничество между ними.

## Машина Бюлля
31 июля 1919 года Бюлль получил патент на свое устройство. В патенте подробно описывались идеи его табуляторной программируемой машины. Сама новая машина была завершена только в 1923 году и называлась «машиной для заказа, записи и добавления». После своего первоначального успеха Бюлль взялся за производство новых образцов своей машины T-30, внедряя все новые улучшения. Несколько страховых компаний Дании проявили интерес к этой технологии.
Затем Фредрик подписал контракт с компанией Oka, руководителем который был Рейдар Кнутсен. Кнутсен взял на себя расходы на производство и маркетинг. Производство этих устройств осуществлялось в Кристании.
Машина Бюлля использовала перфорированную карту из 45 колонок с круглыми отверстиями и вращающимся сумматором. Его машина была значительно лучше конкурирующих устройств Холлерита и Пауэрса благодаря механизму предварительного отбора перфокарт.
Устройство оказалось успешным и получило широкую огласку. Ключевыми факторами успеха стали техническое качество устройства, простота использования, новая технология предварительного отбора, экономичная цена и возможность для пользователей избегать монополии IBM и покупать оборудование вместо того, чтобы арендовать его.

## Смерть
Летом 1924 года Бюллю был диагностирован рак. 7 июня 1925 года, в возрасте 42 лет, Бюлль скончался.
Несмотря на диагноз, летом 1924 года Бюлль продолжал работать, пока осенью того же года его состояние не ухудшилось. В последние дни жизни он делился своими идеями с Кнутсеном. Патентные права на устройства Бюлля были приобретены компанией Oka, в которой Кнутсен, будучи верным идеям Бюлля, продолжал совершенствовать устройство и расширять компанию. Кнутсен сосредоточился на новых устройствах для записи результатов табулирования на бумажных носителях, отсортированных численно и в алфавитном порядке.

## Компания Bull
Первые годы после смерти Фредрика (с 1926 по 1928) были сложными, но полными приятных неожиданностей. Машины, установленные и сданные в аренду швейцарским компаниям, вызвали большой интерес в Швейцарии. В 1927 году бельгиец Эмиль Генон выкупил патент для работы на европейском континенте (за исключением Скандинавии). В 1928 году он подписал соглашение со швейцарской компанией HW Egli на производство устройств Бюлля. Производство началось в 1929 году.
Позднее Генон, зная об улучшениях, которые Кнутсен привнес в Скандинавии, так же решил попробовать улучшить свои патенты, технологию вертикальной сортировочной машины и печати. Наконец, он предложил Кнутсену место главного инженера компании HW Egli. Кнутсен согласился с условием переезда компании во Францию, где было больше возможностей входа на рынок. Таким образом, в 1931 году в Париже была образована компания HW Egli — Bull. Два года спустя, в 1933 году, в компании произошла реорганизация и название была изменено на Compagnie des Machines Bull (нынешнее название — Groupe Bull). Кнутсен продолжал работать главным инженером вплоть до ухода на пенсию в 1958 году.